# Alex Hepburn
Pour les articles homonymes, voir Hepburn.
 (novembre 2022).
Si vous disposez d'ouvrages ou d'articles de référence ou si vous connaissez des sites web de qualité traitant du thème abordé ici, merci de compléter l'article en donnant les références utiles à sa vérifiabilité et en les liant à la section « Notes et références ».
Alex Hepburn, de son vrai nom Alexandra Hepburn, est une auteure-compositrice-interprète écossaise, née le 25 décembre 1986 à Londres.
Autodidacte, elle sort en 2012 son premier single, Under, puis son premier album, Together Alone, en 2013. Son deuxième album, Things I've Seen, est édité en 2019.

## Biographie
Alexandra Hepburn, originaire d'Écosse, naît à Londres le 25 décembre 1986. Elle grandit à Londres. 
Elle décide d'arrêter l'école a 16 ans et ses études, elle qui n'a jamais pris de cours de chant. Elle assure la première partie de la tournée du chanteur Bruno Mars en janvier 2011. 
Alex Hepburn est propulsée sur le devant de la scène grâce à son hit Under sorti en novembre 2012, et qui accumule près de 50 millions de vues en 2 ans sur YouTube. Under est également classé dans le top 5 singles en France, en Suisse et en Belgique, l'Ukraine, La Russie, La Grèce, l'Allemagne, l'Australie, Brésil… 
En 2013, elle sort Together Alone, album autobiographique dans lequel elle raconte son vécu. Cet album, porté par Under, atteint le top 3 du classement album puis est certifié  multi disque de Platine en France et disque de Diamond  à l'international. 
Après un passage sur la scène du Nouveau Casino à Paris, Alex Hepburn part en tournée européenne en octobre 2014 et participe en octobre au NRJ Music Tour à Nancy aux côtés de Tal, Sean Paul et Birdy. Le 28 octobre, elle revient à Paris et joue à guichet fermé, avant de monter sur la scène du Trianon.
En 2018, Alex Hepburn assure de nouveau la première partie de Bruno Mars à Hyde Park.
Alex Hepburn connaît deux deuils importants : son père meurt des suites d'une maladie quand elle a dix-huit ans et sa sœur se suicide. Elle confie dans une interview à France Info que sa mère est son héroïne. Elle explique dans une interview au magazine Paris Match que son absence de cinq ans avant son retour avec l'album Things I've Seen est due à la rupture avec son ex fiancé qui l'a quittée pour une autre trois mois avant leur mariage ; elle a alors arrêté de travailler sur son deuxième album et a pris plus d'un an et demi pour se reconstruire.
Son deuxième album, Things I've Seen, sort en 2019. Elle estime que cet album est, comme l'était déjà Together Alone, un refuge, une sorte de journal intime : elle y évoque la douleur qu'elle a ressenti après la perte de son père, et après sa rupture. Dans son single Burn Me Alive, en duo avec James Arthur, elle exprime sa douleur et sa peine à la suite du suicide de sa sœur.

## Style
- Si vous ne connaissez pas le sujet, laissez ce bandeau (vous pouvez alors contacter les auteurs).
- Si vous supprimez le contenu mis en cause (vous pouvez préalablement contacter les auteurs),

argumentez précisément cette suppression dans la page de discussion
(un manque de référence n'est pas un argument ; une recherche réelle de référence doit avoir été effectuée, être formellement documentée).
Par sa voix, elle est parfois comparée à la chanteuse Adele ainsi qu'à Amy Winehouse ou encore Janis Joplin. Elle estime que sa voix particulière est sûrement due à la cigarette, puisqu'elle fume depuis ses 14 ans. Elle confie dans une interview au journal Le Parisien le 19 avril 2013 que plus elle vieillit, plus sa voix s'abîme.

## Discographie

### Albums studio
| Année | Album            | Classement des ventes | Classement des ventes | Classement des ventes | Classement des ventes | Certification                                                  |
| Année | Album            | Belgique (Fl)         | Belgique (Wa)         | France                | Suisse                | Certification                                                  |
| ----- | ---------------- | --------------------- | --------------------- | --------------------- | --------------------- | -------------------------------------------------------------- |
| 2013  | Together Alone   | 1                     | 1                     | 1                     | 2                     | Disque 4 X Platine en France et 4 X Platine à l'international. |
| 2019  | Things I've Seen |                       |                       |                       |                       |                                                                |

### Extended Play
| Année | Extended Play | Classement des ventes | Classement des ventes | Classement des ventes | Classement des ventes | Certification |
| Année | Extended Play | Belgique (Fl)         | Belgique (Wa)         | France                | Suisse                | Certification |
| ----- | ------------- | --------------------- | --------------------- | --------------------- | --------------------- | ------------- |
| 2018  | If You Stay   | 2                     | 3                     | 1                     | 1                     |               |

### Singles
| Année | Titre       | Classement | Classement | Classement | Classement | Classement | Classement | Classement | Classement |    |    |    | Certification | Album            |
| Année | Titre       | AUT        | BEL (Fl)   | BEL (Wa)   | CZE        | FR         | GER        | POL        | SWI        | GR | UA | RU | Certification | Album            |
| ----- | ----------- | ---------- | ---------- | ---------- | ---------- | ---------- | ---------- | ---------- | ---------- | -- | -- | -- | ------------- | ---------------- |
| 2012  | Under       | 2          | 2          | 2          | 1          | 2          | 9          | 2          | 5          | 1  | 1  | 2  |               | Together Alone   |
| 2013  | Miss Misery | 8          | 10*        | 08*        | -          | 2          | -          | 14         | 3          | 2  | 2  | 3  |               | Together Alone   |
| 2018  | I Believe   | 3          | 5          | 2          | 4          | 2          | 8          | 2          | 1          | 6  | 2  | 7  |               | Things I've Seen |
| 2018  | If You Stay | 6          | 3          | 3          | 8          | 1          | 10         | 8          | 2          | 1  | 4  | 11 |               | Things I've Seen |

(* Ne sont pas apparues dans les charts Ultratop charts, mais dans les charts Ultratip.)

### Autres chansons classées
| Année | Titre         | Classement | Certification | Album          |
| Année | Titre         | FR         | Certification | Album          |
| ----- | ------------- | ---------- | ------------- | -------------- |
| 2013  | Broken Record | 02         |               | Together Alone |
| 2013  | Woman         | 2          |               | Together Alone |
| 2013  | Pain Is       | 20         |               | Together Alone |